# منشأة مصنفة لحماية البيئة
في فرنسا، تُعرف المنشأة المصنفة لحماية البيئة (بالفرنسية: Installation classée pour la protection de l'environnement (ICPE))‏ بأنها منشأة يمتلكها أو يقوم علي تشغيلها شخص طبيعي أو اعتباري، من القطاع العام أو الخاص، والتي قد تشكل مخاطر أو تسبب إزعاجًا للسكان المجاورين، أو تؤثر على الصحة، أو السلامة، أو الزراعة، أو الحفاظ على الطبيعة والبيئة، أو الحفاظ على المواقع والمعالم التاريخية.
وللحد من المخاطر والتأثيرات المرتبطة بهذه المنشآت ولتقييم مخاطرها التقنية، يُحدد القانون وينظم بدقة نسبيًا الإجراءات المتعلقة بالمنشآت المصنفة والطريقة التي يجب أن تُدار بها.
وقد بلغ عدد المنشآت المصنفة في فرنسا سنة 2022، نصف مليون منشأة تقريبًا، تخضع للتشريعات الخاصة بالمنشآت المصنفة.
يخضع قانون المنشآت المصنفة على نحو أساسي للكتاب الأول والكتاب الخامس من قانون البيئة الفرنسي.

## تعريف
يعرف قانون البيئة الفرنسي المنشآت المصنفة لحماية البيئة بأنها «المصانع، والورش، والمستودعات، والورشات، وعموم المنشآت التي تُشغل أو تُمتلك من قبل أي شخص طبيعي أو اعتباري، من القطاع العام أو الخاص، والتي قد تشكل مخاطر أو تسبب إزعاجًا سواءً لراحة الجوار، أو للصحة، أو للأمن، أو للصحة العامة، أو للزراعة، أو لحماية الطبيعة والبيئة والمناظر الطبيعية، أو للاستخدام الرشيد للطاقة، أو للحفاظ على المواقع والمعالم الأثرية وعناصر التراث الأثري».
وقد أوكل المُشرّع إلى الوزير المسؤول عن المنشآت المصنفة مهمة تحديد قائمة الأنشطة القابلة للتصنيف والتي كانت تعدل على نحو دوري. على سبيل المثال، تُعتبر محطات الوقود، ومحارق النفايات، والمُعدات الساحقة، وكذلك مزارع الكلاب، والأبقار، أو الخنازير التي تتجاوز أعداد حيواناتها حدًا معينًا، من بين المنشآت المصنفة.
تخضع المؤسسات التي تحتوي على واحدة أو أكثر من المنشآت المصنفة لرقابة المديريات المختلفة للدولة والمعروفة عمومًا بـ "مفتشية المنشآت المصنفة".
وفقًا للتعريف، فإن المؤسسات التي لا تحتوي على منشآت مصنفة، و/أو المنشآت التي تُمارس فيها أنشطة معينة ولكن معاييرها تبقى أدنى من حدود التصنيف، تُستثنى من نطاق هذه التشريعات. وفي هذه الحالة، تخضع المنشأة لسلطة الشرطة التابعة لرئيس البلدية.

## التصنيف الخاص بالمنشآت المصنفة لحماية البيئة

### الأقسام
يقسم تصنيف المنشآت المصنفة لحماية البيئة (Nomenclature ICPE) إلى أربع أقسام:
1. الأقسام 1xxx: تتعلق بأنواع مختلفة من المواد الكيميائية (مثل: المواد القابلة للاشتعال، الوقود، المواد المشعة، وغيرها).
2. الأقسام 2xxx: تتعلق بأنواع مختلفة من الأنشطة (مثل: الصناعات الغذائية الزراعية، صناعة الأخشاب، إدارة النفايات، وغيرها).
3. الأقسام 3xxx: تتعلق بالأنشطة التي تخضع لتوجيهات الانبعاثات الصناعية.
4. الأقسام 4xxx: تتعلق بالمواد الكيميائية التي تخضع لتوجيهات سيفيزو.

### أنظمة التصنيف
1. النظام الأول: التصريح (D)
تخضع الشركات التي تمثل مخاطر منخفضة على البيئة لنظام التصريح. في هذه الحالة، يتعين على مشغل المنشأة تقديم ملف تصريح إلى المحافظة يتضمن:
- معلومات عن الشخص الطبيعي أو الاعتباري الذي يمتلك المنشأة.
- عنوان المنشأة.
- تفاصيل الأنشطة وحجمها.
- طرق معالجة الانبعاثات، والمخلفات السائلة، والنفايات الصلبة.
- التدابير المتخذة في حالة وقوع حوادث.

بالإضافة إلى ذلك، يجب أن يشتمل الملف على:
- خريطة مساحية ضمن دائرة نصف قطرها 100 متر حول المنشأة.
- مخطط يصف بدقة موقع المنشأة المصنفة.
- خطة شبكات تجميع ومعالجة الدفيق (المخلفات السائلة).

إذا كان الملف مستوفيًا للشروط، يتعين على المحافظة إصدار إيصال استلام للتصريح، وتزويد المشغل بنسخة من الأحكام العامة المطبقة على المنشأة.
2. النظام الثاني: التصريح مع التفتيش الدوري (DC)
بعض المنشآت الخاضعة لنظام التصريح يجب أن تخضع لتفتيش دوري للتحقق من امتثالها للوائح السارية. ويكون هذا التفتيش على عاتق المشغل الذي يمكنه اختيار هيئة رقابية معتمدة من قبل الدولة. وفي الحالات التي تظهر فيها المنشأة مخالفات جسيمة، يتعين على تلك الهيئة المعتمدة بإبلاغ المحافظة.
3. النظام الثالث : التسجيل (E)
يطبق نظام التسجيل على المنشآت التي يمكن التحكم بمخاطرها، وذلك باتخاذ التدابير والمتطلبات الفنية المعيارية التي تحددها الوزارات المعنية.
أي مشروع منشأة مصنفة تخضع لنظام التسجيل يجب أن يتقدم بطلب تسجيل قبل بدء تشغيلها. ويتضمن الطلب وصفًا لحساسية البيئة المحيطة بالمنشأة، وتأثيراتها البارزة على البيئة. يقدم ملف طلب التسجيل إلى محافظة المنطقة التي يخطط إقامة المنشأة فيها. يجب أن يثبت صاحب طلب التسجيل في ملفه أنه قادر على الامتثال للمتطلبات الفنية الوزارية المعيارية التي تهدف إلى تقليل تأثيرات المنشأة على بيئتها (مثل النفايات السائلة أو الدفيق، والانبعاثات الجوية، وإدارة النفايات، والضوضاء، والوقاية من المخاطر الصناعية، وغيرها). بعد الحصول على رأي المجلس البلدي للبلديات المعنية، واستشارة المواطنين، وفحص الملف من قبل مفتشية المنشآت المصنفة، يمكن للمحافظ إصدار قرار تسجيل عن طريق قرار إداري، بعد الاستماع إلى رأي المجلس الإقليمي للبيئة والمخاطر الصحية والتكنولوجية (CODERST). يستغرق فحص طلب التسجيل من 5 (في حالة عدم وجود تدابير خاصة) إلى 7 أشهر (في حالة استشارة المجلس الإقليمي للبيئة والمخاطر الصحية والتكنولوجية (CODERST). في بعض الحالات الخاصة، قد يقرر المحافظ أن يتم فحص الطلب وفقًا لإجراءات الترخيص البيئي، مع أو بدون تقييم بيئي.
4. النظام الرابع : الترخيص (A)
يقع طلب الترخيص على عاتق مقدم الطلب، الذي يجب أن يقدم ملفًا يحتوي على جميع العناصر المطلوبة في الأنظمة السابقة، بالإضافة إلى:
- إجراءات التصنيع.
- الوضع الإداري للمؤسسة.
- وثيقة توضح التعليمات المتعلقة بصحة وسلامة العاملين.

يجب أن تأخذ جميع الدراسات بعين الاعتبار المنشأة نفسها والمنشآت المحيطة بها.
إجراءات تقديم الطلب:
1. تقديم الملف: يقدم الملف في المحافظة حيث يحول إلى مفتشية المنشآت المصنفة للتحقق من استيفاء الشروط. قد تتواصل المفتشية مع مقدم الطلب للحصول على مزيد من المعلومات.
2. المراجعة والاستشارة: يعرض الملف لمدة شهر في تحقيق عام، ويستشار المجلس البلدي والمديريات المختلفة مثل خدمة الإطفاء والإنقاذ الإقليمية، وإدارة الأراضي والبحار الإقليمية.
3. القرار النهائي: يمكن للمحافظ بعد المراجعة إصدار قرار بالترخيص أو رفضه. تستغرق هذه العملية حوالي سنة واحدة. إذا لم تبدأ المنشأة نشاطها خلال ثلاث سنوات، يعتبر الطلب ملغى.

الشروط والمتطلبات:
يحدد قرار الترخيص:
- التعليمات التي يجب على المشغل اتباعها.
- وسائل التحليل والقياس.
- التدابير الواجب اتخاذها في حالة وقوع حادث، فضلا عن طرق تقليل التلوث بعيد المدى.

يمكن للمحافظ تعديل التعليمات إذا حدثت حوادث أو أخطار.
تتوقف حقوق الترخيص إذا لم تُشغل المنشأة خلال ثلاث سنوات من تاريخ الترخيص أو إذا توقفت عن العمل لمدة عامين متتاليين.
في حالة الإيقاف النهائي للنشاط، يجب على المشغل:
- إبلاغ المحافظ قبل ثلاثة أشهر.
- ضمان أن يكون الموقع آمنًا.
- تقديم المخططات والدراسات للمالك الجديد.

هناك أيضًا إجراءات أخرى يجب القيام بها بالتوازي، مثل تصريح البناء والعديد من التراخيص الأخرى، مثل تصريح التصريف للنفايات السائلة أو تصريح إزالة الغابات.
بغض النظر عن النظام المتبع، فإن المشغل هو المسؤول الوحيد عن المنشأة. وعلى ذلك، يجب عليه إثبات التزامه بالتعليمات وضمان عدم التسبب في أضرار لا رجعة فيها على البيئة أو السلامة. تنطبق هذه المسؤولية من مرحلة إنشاء المنشأة وتشغيلها وحتى إيقافها النهائي، وقد تستمر حتى بعد الإيقاف إذا تطلب الأمر مراقبة المنشأة. ولهذا السبب، يجب عليه وضع نظام مراقبة منتظم ومستمر.
5. النظام الخامس : الترخيص مع قيود المصلحة العامة (AS):
مع أن بعض المصادر تقدم تفسيرات مختلفة لهذه الحالة، إلا أن السلطة الإدارية المخولة قانونًا بصلاحية القانون العام فيما يتعلق بالمنشآت المصنفة لحماية البيئة (ICPE) هي محافظة الإقليم. ومع ذلك، هناك حالات خاصة تشمل:
- المنشآت التي تخضع لسلطة وزير الدفاع.
- المنشآت التي تقع في عدة أقاليم وتكون تحت المسؤولية الجماعية للمحافظين المعنيين.
- إغلاق المنشآت التي لا يمكن فرض تعليمات محددة عليها لحماية المصالح المنصوص عليها في المادة L. 511-1 من قانون البيئة الفرنسي.

في حالات استثنائية جدًا، قد يُطلب من رئيس البلدية، الذي لا تشمل سلطاته العامة هذا المجال، إصدار قرار في حالة طارئة ليحل محل السلطة المختصة بالقانون العام.